# کوتلین (استان لهستان بزرگ‌تر)
کوتلین (به لهستانی:  Kotlin) یک روستا در لهستان است که در گمینا کوتلین واقع شده‌است. کوتلین ۳٬۴۱۶ نفر جمعیت دارد و ۱۲۴ متر بالاتر از سطح دریا واقع شده‌است.